# Teòfil (prevere)
Teòfil, conegut pel seu nom llatí Theophilus Presbyter, (circa. 1070 - 1125) va ser un monjo benedictí i autor d'un manuscrit llatí amb descripcions detallades sobre tècniques d'arts i oficis medievals, conegut com a Schedula diversarum artium (‘Compendi de diverses arts’) o De diversis artibus (Sobre disverses arts) escrit entre 1100 i 1120. Les còpies manuscrites més antigues es conserven a Viena i a Wolfenbüttel. Gotthold Ephraim Lessing va descobrir el manuscrit quan treballava de bibliotecari a Wolfenbüttel i en va traduir una part sobre la pintura a l'oli. Va ser traduït al català per Marta Segarrés Gisbert el 1923 en una edició bilingüe amb el títol Les diverses arts. Tractat de tècniques artístiques.
El seu manuscrit dona una idea detallada de les tècniques d'arts aplicades que es feien servir a l'alta edat mitjana. El text es divideix en tres volums. El primer recull la producció i ús de materials de pintura, dibuix i tinta, especialment per a la il·luminació de miniatures. El segon tracta de la producció de vitralls i tècniques de pintura del vidre, mentre el tercer presenta diverses tècniques d'orfebreria i altres metalls. També inclouen una introducció a la construcció d'orgues. Teòfil recollia el que pot ser la primera referència a la pintura a l'oli. L'obra va ser traduït, principalment al segle xix, quan va ser descobert, l'edició crítica en català va seguir el 2023.
Segons Eckhard Freise Theophilus seria la mateixa persona com el monjo artesà Roger de Helmarshausen, però aquesta hipòtesi no és compartida per tots els investigadors. Roger sembla haver vingut del principat de Stavelot-Malmedy on ha entra a l'abadia de Stavelot actiu com artista i escriptor entre 1100 i 1107 a l'església de Sant Pantaleó, a Colònia, i resident a l'abadia d'Helmarshausen el 1107.
Theophilus, com a autor d'un manual, s'ha considerat com un mer teòric, però aquesta visió és actualment minoritaria: El tractat de Theophilus és clarament el treball d'un artesà, pèrit metal·lista amb molts coneixements pràctics, entre d'altres de la pintura.

## Obres
- De diversis artibus or Schedula diversarum artium (tres volums segle xii)